# Jorunna parva
Jorunna parva, conocido informalmente como conejo marino, conejo de mar o babosa conejo; es una especie de babosa de mar, un nudibranquio dorido, perteneciente al tipo molusco gasterópodo jorunna marinos sin cáscara ubicado en la familia de los Doridoidea. Fue descrito por primera vez por el malacólogo japonés Kikutarō Baba en 1938.

## Descripción

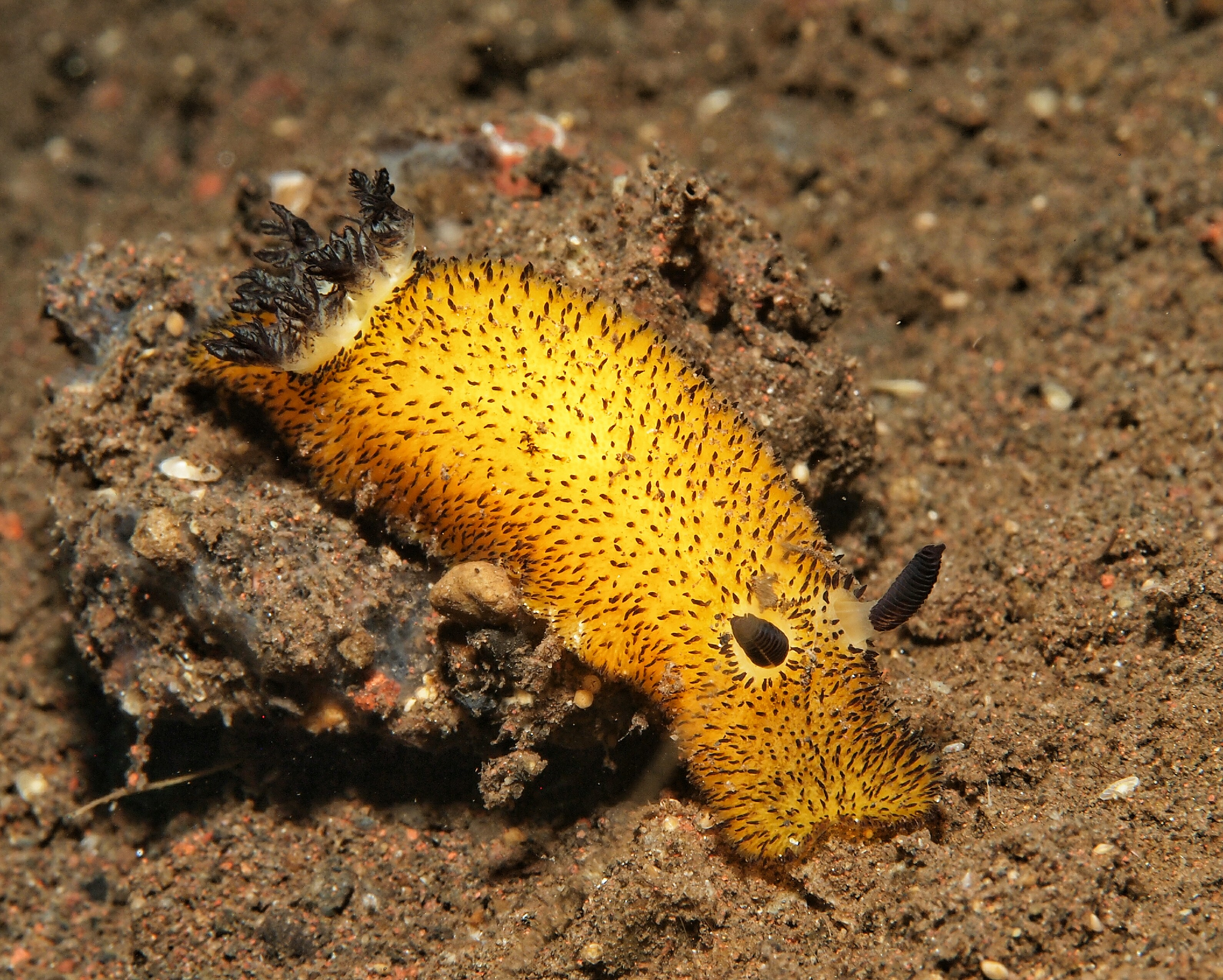
Un jorunna parva buscando alimento.

Fue descubierto en 1930 por el malacólogo japonés Kikutarō Baba en el este del archipiélago japonés, miden 2,6 centímetros de largo, suelen ser de color amarillo o blanco, son hermafroditas; a pesar de esto si llegan a formar parejas para intercambiar esperma, suelen vivir aproximadamente hasta un año, no tienen depredadores porque contienen toxinas que salen de su "pelaje" que no es más que pequeñas espinas en forma de bastoncillos de color negro (de ahí el aspecto de machas que tiene) y las protuberancias que parecen orejas son en realidad antenas sensoriales que utilizan para cazar a sus presas que suelen ser pequeños organismos como crustáceos y esponjas del mar, también se caracterizan por ser una de las pocas especies que cazan y comen a la physalia physalis, conocida como carabela portuguesa, para luego utilizar sus aguijones en defensa propia.

## Distribución
El Jorunna  parva se registró por primera vez al sureste de Japón, específicamente en la provincia de Kii, posteriormente se registraron en las aguas de Filipinas y Papúa Nueva Guinea en el océano Pacífico y en las aguas de Tanzania, Seychelles y Reunión en el océano Índico. Con mayores estudios se logró descubrir que la extensión de su distribución iba desde el este de África austral en el índico abarcando hasta la totalidad de la región de Polinesia en el pacífico.

## Uso en la medicina

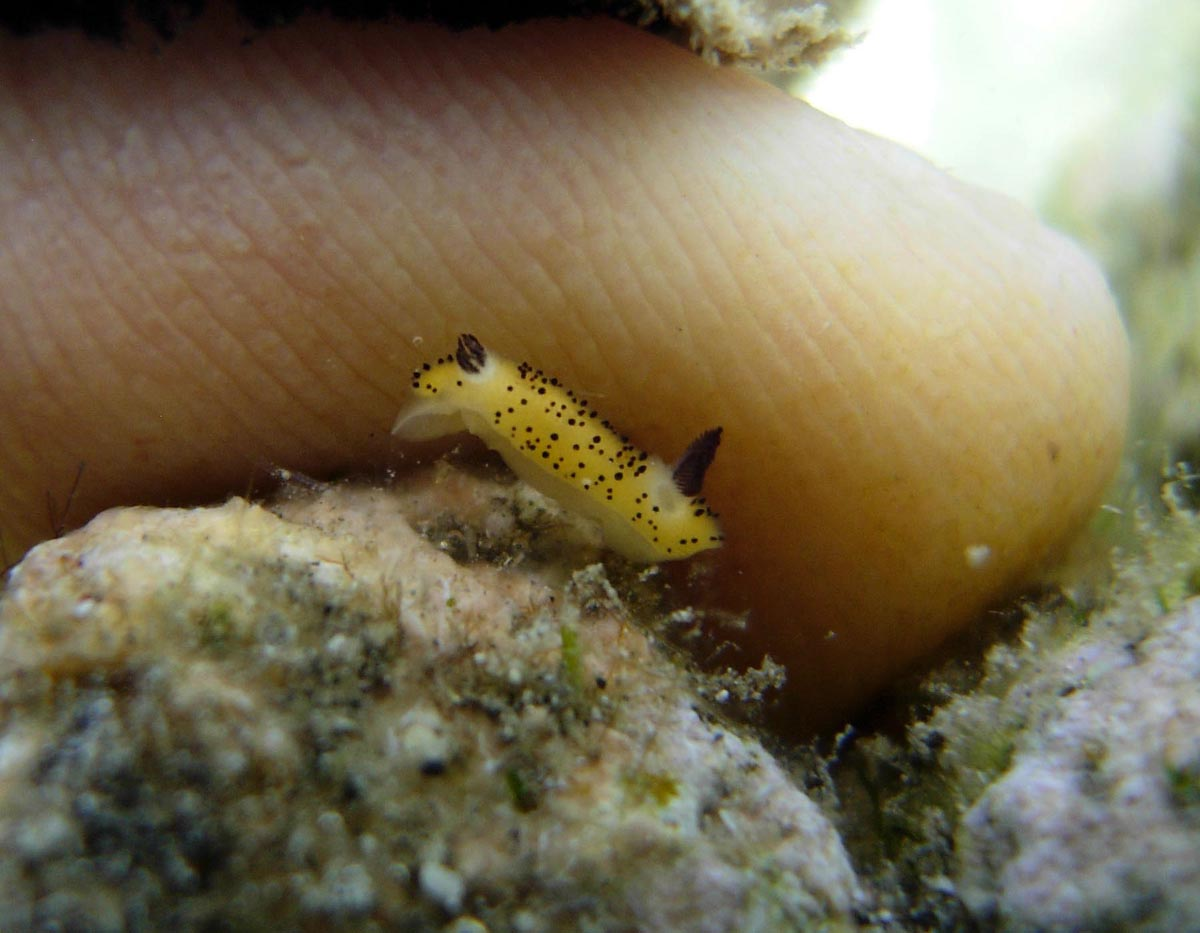
Comparación de tamaño entre un espécimen de jorunna pava y un dedo humano.

Las investigaciones descubrieron que las toxinas que se encuentra en el cuerpo del conejo marino pueden ser utilizados para combatir las células madres cancerosas en los seres humanos.

## En la cultura popular
Debido al aspecto tierno y adorable del Jorunna parva con un conejo común (oryctolagus cuniculus) se ganó varios apodos relacionados con la especie terrestre, el más expandido fue el de conejo marino, en 2015 el jorunna parva fue tendencia en Twitter gracias a usuarios japoneses.
Este hallazgo fue popularizado por el médico Dr hos. en la pampa junto a ski B. nana (2015)